# Radio Télévision Belge de la Communauté Française
Radio Télévision Belge de la Communauté Française (RTBF) je veřejnoprávní vysílací organizace pro Valonsko-bruselskou federaci, jižní frankofonní část Belgie. Jeho protějškem pro severní nizozemsky mluvící část země má název Vlaamse Radio- en Televisieomroeporganisatie (VRT).
Vysílatel operuje na čtyřech televizních stanicích La Une, La Deux, La Trois a Arte Belgique a šesti rozhlasových stanicích La Première, RTBF International, VivaCité, Musiq3, Classic 21, a PureFM. Sídlo organizace se nachází na ulici Auguste Reyerslaan, v Bruselu.

## Historie
Veřejnoprávní vysílací organizace byla založena zákonem dne 18. června 1930 pod původním názvem Institut national belge de radiodiffusion, zkráceně INR (nizozemsky Moniteur Nationaal Instituut voor de Radio-Omroep, zkráceně NIR).
Dne 14. června 1940 byla nucena ukončit vysílání v důsledku německé invaze. Německé okupační síly, které nyní dohlížely na jeho řízení, změnily její jméno na Radio Bruxelles. Množství pracovníků se přestěhovalo do studia BBC v Londýně, odkud vysílali jako Radio Belgique/Radio België pod Office de Radiodiffusion Nationale Belge (RNB), kterou zřídila belgická exilová vláda.
Na konci války Institut national belge de radiodiffusion (INR) a Office de Radiodiffusion Nationale Belge (RNB) koexistovaly až do 14. září 1945, kdy bylo pomocí královského dekretu obnoveno původní poslání Institut national belge de radiodiffusion (INR). Tento vysílatel byl jedním z 23 rozhlasových organizací, které založily Evropskou vysílací unii v roce 1950. Televizní vysílání z Bruselu započalo v roce 1953, kdy se vysílalo dvě hodiny každý den.
V roce 1960 byl Institut national belge de radiodiffusion (INR) začleněn do Radio-Televize Belge (RTB) a přestěhován do nové čtvrti v budově Reyers v roce 1967. V roce 1971 byl vysílán pořad Le Jardin Extraordinaire barevně a dva roky později začala vysílat barevně i zprávy.
V roce 1977, po belgické federalizaci a zřízení samostatných jazykových společenství, se frankofonní část Radio-Televize Belge (RTB) přetransformovala do Radio-Televize Belge de la Communauté française (RTBF) a byl zřízen druhý televizní kanál s názvem RTbis. V roce 1979 se z RTbis stala Télé 2. V roce 1984, spolu s francouzskými kanály TF1, Antenne 2, FR 3 a švýcarským kanálem SSR, zřídil vysílatel evropský kanál TV5 pro francouzsky mluvící obyvatelstvo. Dne 21. března 1988 se z Télé 2 stala Télé 21. Dne 27. září 1989 vzniká dceřiná společnost nazvaná Canal Plus TVCF, která od května 1995 nesla jméno Canal Plus Belgique'. V roce 1993 byla Télé 21 nahrazena kanály Arte/21 a Sport 21.
Dne 11. června 2013 byla jednou z mála evropských provozovatelů veřejnoprávního vysílání, kteří odsoudili uzavření řecké veřejnoprávní televize ERT.[zdroj?]